# Musikjahr 1679
Liste der Musikjahre

◄◄ | ◄ | 1675 | 1676 | 1677 | 1678 | Musikjahr 1679 | 1680 | 1681 | 1682 | 1683 | ► | ►►

Weitere Ereignisse
Dieser Artikel behandelt das Musikjahr 1679.

## Ereignisse
- John Abell wird 1679 als gentleman extraordinary in die Chapel Royal aufgenommen.
- Marc-Antoine Charpentier komponiert die Musik zu den Ballett-Komödien Le Sicilien und Le dépit amoureux.
- Die Ehefrau von Johann Caspar Kerll, Anna Catharina, stirbt 1679 in Wien an der Pest. Kerll erinnert später in seiner Modulatio organica an das Ereignis.
- Johann Pachelbel komponiert für die Erfurter Erbhuldigung des Jahres 1679 mehrere Arien, darunter So ist denn diß der Tag and So ist denn nun die Treu. Es handelt sich um die frühest datierbaren Werke des Komponisten.
- Marc’Antonio Ziani tritt 1679 mit Alessandro Magno in Sidone erstmals als Opernkomponist hervor.

## Instrumental- und Vokalmusik (Auswahl)
- Marc-Antoine Charpentier
  - 2 menuets pour les flûtes allemandes, H.541
  - Caprise, H.542
- Simone Coya – L’amante impazzito
- Johann Valentin Meder – Ach Herr strafe mich nicht
- Stefano Pasino – Sonatas für 2, 3, & 4 Instrumente, op. 8, Venedig: Francesco Magni

Jean-Baptiste Lully – Bellérophon Titelblatt der Partiturausgabe von 1679

- Henry Purcell
  - O God the King of Glory, Z.34
  - O Lord Our Governor, Z.39

## Musiktheater
- 31. Januar: Uraufführung der Oper Bellérophon von Jean-Baptiste Lully (Musik) mit einem Libretto von Thomas Corneille und Bernard le Bovier de Fontenelle im Palais Royal in Paris.
- Carlo Pallavicino
  - Il Nerone
  - Le amazoni nell'isole fortunate
  - Messalina
- Johann Paul Agricola – Streit der Schönheit und der Tugend
- Petronio Franceschini – Apollo in Tessaglia
- Alessandro Scarlatti – Gli equivoci nel sembiante
- Marc’Antonio Ziani – Alessandro Magno in Sidone

## Geboren

### Geburtsdatum gesichert
- 05. Januar: Pietro Filippo Scarlatti, italienischer Komponist, Organist und Chorleiter († 1750)
- 19. Januar: Girolamo Chiti, italienischer Komponist († 1759)
- 24. Februar: Georg Friedrich Kauffmann, deutscher Organist und Komponist († 1735)
- 04. Mai: Johann Georg Mozart, deutscher Buchbinder und Großvater von Wolfgang Amadeus Mozart († 1736)
- 28. September: Mihael Omerza, slowenischer Komponist († 1742)
- 10. Oktober: Christian Vater, deutscher Orgelbauer († 1756)
- 16. Oktober (getauft): Jan Dismas Zelenka, böhmischer Komponist († 1745)
- 10. November: Johann Christian Schieferdecker, deutscher Kirchenmusiker, Organist und Komponist († 1732)
- 14. November: Omobono Stradivari, italienischer Geigenbauer († 1742)
- 24. Dezember: Domenico Sarro, neapolitanischer Komponist († 1744)

### Genaues Geburtsdatum unbekannt
- Balthasar Siberer, Organist und Orgellehrer († 1757)

## Gestorben

### Todesdatum gesichert
- 09. Januar: Werner Fabricius, deutscher Organist und Komponist (* 1633)
- 04. Februar: Samuel Franck, deutscher Kirchenmusiker (* 1633 oder 1634)
- 11. Mai: Esaias Reusner, deutscher Lautenist und Komponist (* 1636)
- 27. Juni: Pablo Bruna, spanischer Organist und Komponist (* 1611)
- 25. August: Johann Röling, deutscher Dichter und Kirchenlieddichter (* 1634)
- 00. August: Antonio Maria Abbatini, italienischer Komponist (* 1595 oder um 1600)
- 24. November: Giovanni Felice Sances, italienischer Komponist und Sänger (* um 1600)

### Genaues Todesdatum unbekannt
- Dietrich Becker, deutscher Komponist und Violinist (* um 1623)
- Crato Bütner, deutscher Komponist (* 1616)
- Charles Couperin, französischer Organist und Cembalist (* 1638)